# 완주군·진안군·무주군·장수군
완주군·진안군·무주군·장수군은 대한민국의 폐지된 국회의원 선거구이다. 당시 전라북도 완주군, 진안군, 무주군,  장수군 일대를 관할했다.

## 역사
대한민국 제20대 국회의원 선거를 앞두고 전라북도의 선거구가 개편되었다. 이 과정에서 김제시·완주군 선거구에서 완주군이, 진안군·무주군·장수군·임실군 선거구에서 진안군·무주군·장수군이 하나의 선거구를 이루게 되면서 신설되었다.
대한민국 제22대 국회의원 선거를 앞두고 전라북도 지역의 선거구가 개편되면서 장수군이 남원시·임실군·순창군 선거구에 편입되어 남원시·장수군·임실군·순창군 선거구를 이루고 남은 완주군, 진안군, 무주군이 완주군·진안군·무주군 선거구를 이루게 됨에 따라 폐지되었다.

## 관할 구역
- 완주군 전역
- 진안군 전역
- 무주군 전역
- 장수군 전역

## 역대 국회의원
| 선거   | 정당 | 정당         | 의원   |
| ------ | ---- | ------------ | ------ |
| 2016년 |      | 더불어민주당 | 안호영 |
| 2020년 |      | 더불어민주당 | 안호영 |

## 역대 선거 결과

### 대한민국 제20대 국회의원 선거
|  | 48.57% |

|  | 45.06% |

|  | 4.79% |

|  | 1.56% |

### 대한민국 제21대 국회의원 선거
|  | 56.89% |

|  | 38.66% |

|  | 4.43% |